# Joe Hayes (futbolista)
Joe Hayes (Kearsley, Inglaterra, Reino Unido, 20 de enero de 1936 - 4 de febrero de 1999) fue un futbolista británico que jugó a lo largo de la mayoría de su carrera en el Manchester City Football Club, en la posición de delantero. Jugando para este equipo, anotó el primer gol de la final de la FA Cup de 1956.

## Biografía
Hayes nació en Kearsley, cerca de Bolton, Lancashire, en 1936, y trabajó en una fábrica de tejidos de algodón y en una mina de extracción de carbón antes de convertirse en futbolista. En agosto de 1953, participó en algún entrenamiento del Manchester City y, dos meses después, debutó contra el Tottenham. Hayes disputó la final de la FA Cup de 1955, pero su conjunto cayó derrotado. No obstante, doce meses después, el Manchester City llegó de nuevo a la final, cuando  Hayes abrió el marcador en lo que fue una victoria por 3 a 1. Durante finales de la década de 1950 y comienzos de 1960, Hayes fue un goleador regular, hasta que en septiembre de 1963 sufrió una lesión de tobillo. Esta tuvo un efecto notable en su rendimiento, por lo que disfrutó de menos oportunidades para jugar con el primer equipo. En la temporada de 1965, fue transferido al Barnsley, y después fue a jugar al Wigan Athletic. En este último conjunto, disputó 32 partidos y marcó siete goles para el club. En total, Hayes anotó 152 tantos en 363 partidos con el Manchester City, convirtiéndose en el tercer máximo goleador de la historia del conjunto mancuniano.
Hayes falleció en el año 1999, a los 63 años de edad.

### Trayectoria
| Club                  | País       | Temporadas | Partidos | Goles |
| --------------------- | ---------- | ---------- | -------- | ----- |
| Manchester City F. C. | Inglaterra | 1953-1965  | 331      | 142   |
| Barnsley F. C.        | Inglaterra | 1965-1966  | 26       | 3     |
| Wigan Athletic F. C.  | Inglaterra | 1966-1967  | 32       | 7     |

## Palmarés

### Como jugador
Manchester City F. C.
- Ganador de la FA Cup 1955-1956.